# Strażnica WOP Barnisław

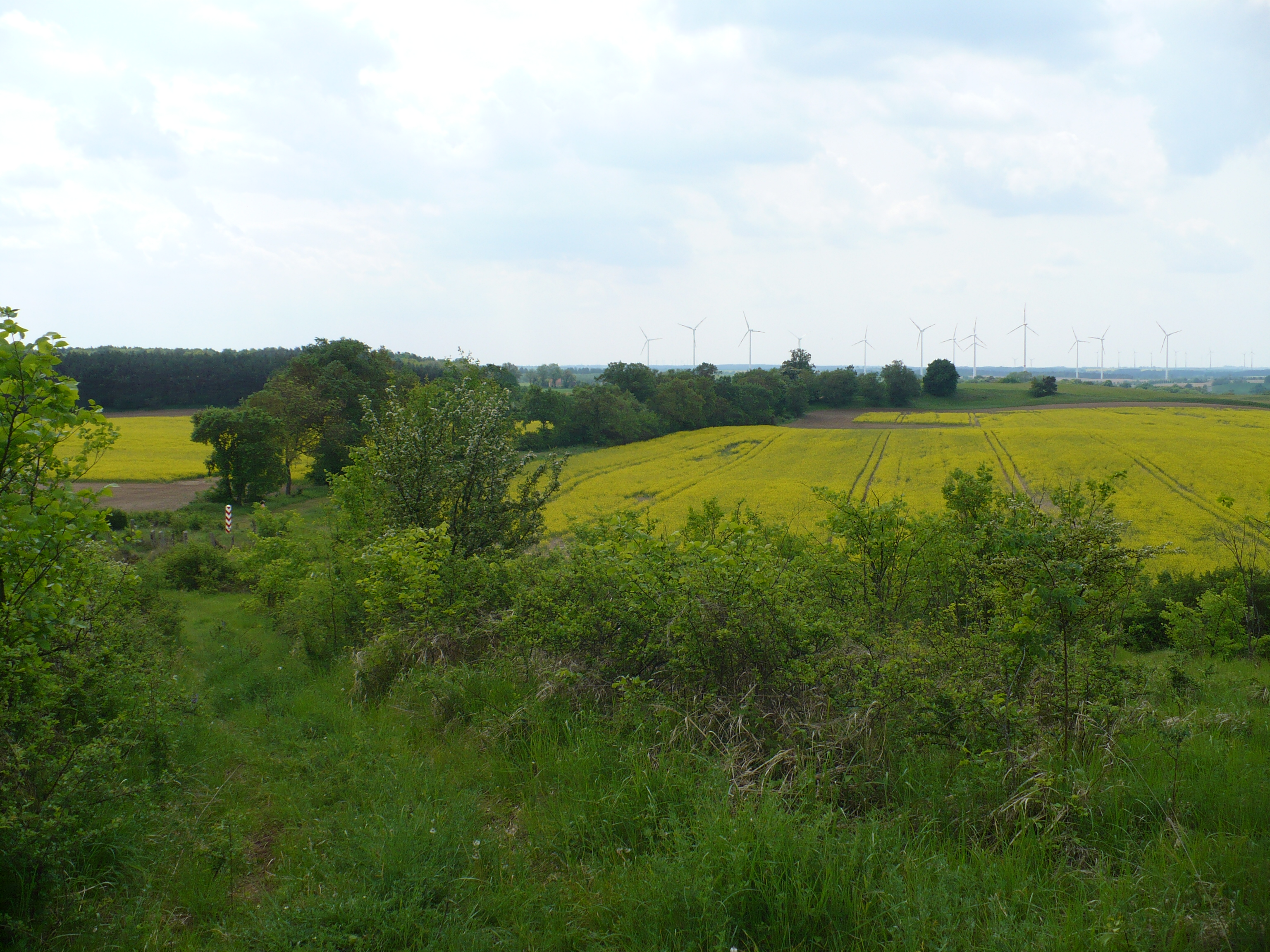
Granica polsko-niemiecka w Barnisławcu (maj 2011)

Strażnica Wojsk Ochrony Pogranicza Barnisław – zlikwidowany podstawowy pododdział graniczny Wojsk Ochrony Pogranicza pełniący służbę graniczną na granicy z Niemiecką Republiką Demokratyczną/Republiką Federalną Niemiec.
Strażnica Straży Granicznej w Barnisławiu – zlikwidowana graniczna jednostka organizacyjna Straży Granicznej realizująca zadania bezpośrednio w ochronie granicy państwowej z Republiką Federalną Niemiec.

## Formowanie i zmiany organizacyjne
Strażnica została sformowana w 1945 w strukturze 13 komendy odcinka Szczecin jako 62 strażnica WOP (Barnisław) o stanie 56 żołnierzy. Kierownictwo strażnicy stanowili: komendant strażnicy, zastępca komendanta do spraw polityczno-wychowawczych i zastępca do spraw zwiadu. Strażnica składała się z dwóch drużyn strzeleckich, drużyny fizylierów, drużyny łączności i gospodarczej. Etat przewidywał także instruktora do tresury psów służbowych oraz instruktora sanitarnego.
W związku z reorganizacją oddziałów WOP, 24 kwietnia 1948, 62 strażnica OP Barnisław (Broniszewo) została włączona w struktury 42 batalionu OP, a 1 stycznia 1951 123 batalionu WOP w Szczecinie. 
15 marca 1954 nadano strażnicom nowe numery, 62 strażnica WOP I kategorii otrzymała nr 60 w skali kraju.
W 1956 rozpoczęto numerowanie strażnic na poziomie brygady. Strażnica specjalna Broniszewo miała nr 9 w 12 Brygadzie Wojsk Ochrony Pogranicza.
1 stycznia 1960 funkcjonowała jako 17 strażnica WOP Broniszewo I kategorii w strukturach 123 batalionu WOP w Szczecinie .
1 stycznia 1964 strażnica WOP nr 10 Broniszewo uzyskała status strażnicy lądowej i zaliczona została do I kategorii w strukturach 123 batalionu WOP Szczecin, który rozformowano w 1964, a podległe strażnice zostały włączone bezpośrednio pod sztab 12 Pomorskiej Brygady WOP w Szczecinie .
1 czerwca 1968 strażnica WOP nr 11 Broniszewo miała status strażnicy technicznej I kategorii podległej bezpośrednio pod sztab 12 Pomorskiej Brygady WOP w Szczecinie.

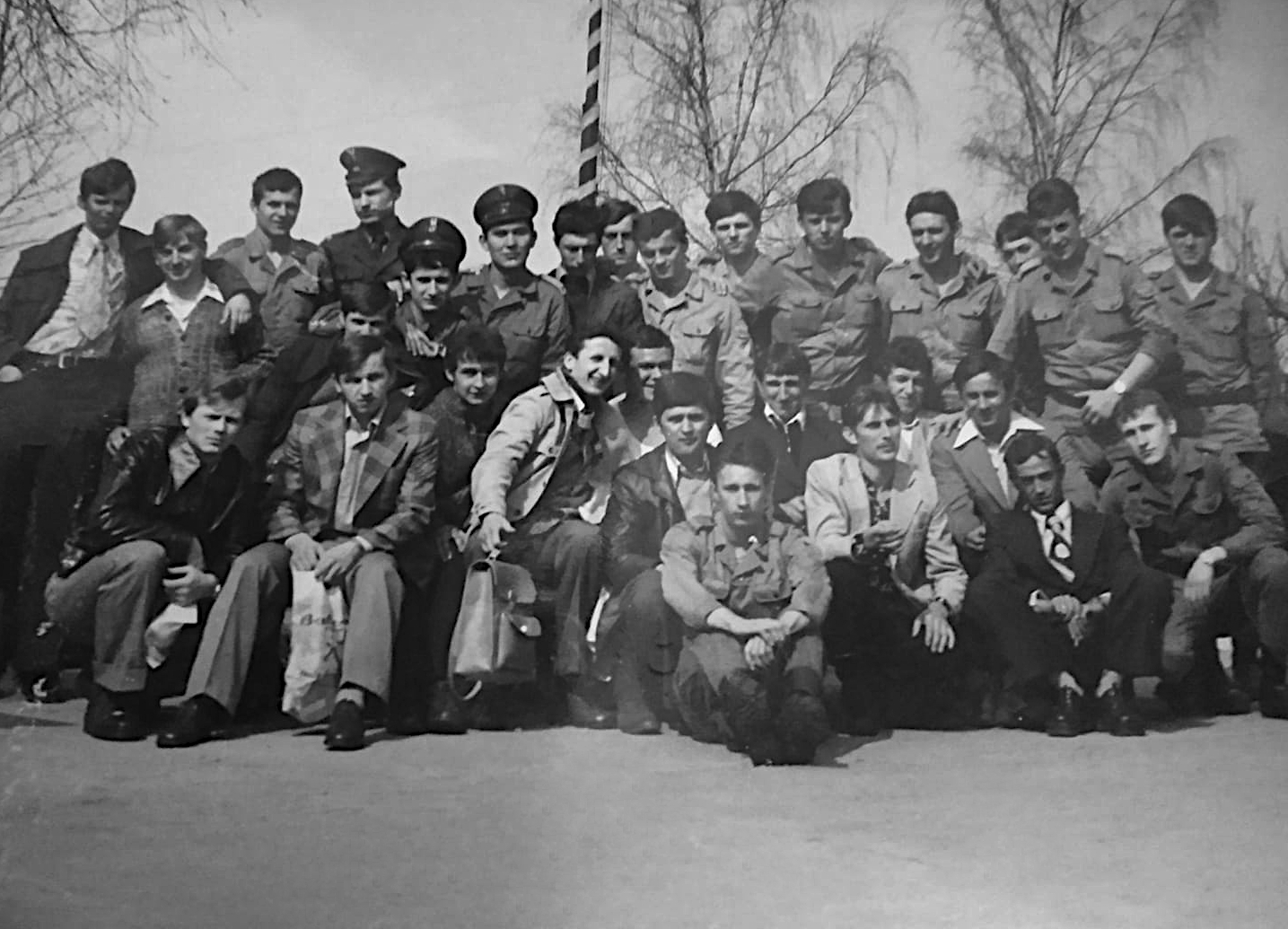
Żołnierze WOP z poboru wiosna 76, wyjście do cywila (październik 1978)

W drugiej połowie 1984 utworzono batalion graniczny WOP Szczecin i w jego strukturach funkcjonowała Strażnica WOP Barnisław.
Do 31 października 1989 strażnica podlegała dowódcy batalionu granicznego Pomorskiej Brygady WOP w Szczecinie, jako Strażnica WOP lądowa rozwinięta w Barnisław.
1 listopada 1989 rozformowano Batalion Graniczny Pomorskiej Brygady WOP w Szczecinie i strażnicę podporządkowano bezpośrednio dowódcy Pomorskiej Brygady WOP w Szczecinie, już jako Strażnica WOP lądowa w Barnisławiu. Tak funkcjonowała do 15 maja 1991.
Straż Graniczna:
16 maja 1991, po rozwiązaniu Wojsk Ochrony Pogranicza, strażnica w Barnisławiu weszła w podporządkowanie Pomorskiego Oddziału Straży Granicznej i przyjęła nazwę Strażnica Straży Granicznej w Barnisławiu (Strażnica SG w Barnisławiu).
W 2000 począwszy od Komendy Głównej SG, Oddziałów SG i na końcu strażnic SG oraz GPK SG, rozpoczęła się reorganizacja struktur Straży Granicznej związana z przygotowaniem Polski do wstąpienia do Unii Europejskiej i przystąpieniem do Traktatu z Schengen. Podczas restrukturyzacji wprowadzono kompleksową ochronę granicy już na najniższym szczeblu organizacyjnym, tj. strażnica i graniczna placówka kontrolna. Wprowadzona całościowa ochrona granicy zniosła podział na graniczne jednostki organizacyjne ochraniające tylko tzw. „zieloną granicę” i prowadzące tylko kontrole ruchu granicznego. W wyniku tego, 2 stycznia 2003 nastąpiło zniesie Strażnicy SG w Barnisławiu i GPK SG w Rosówku, a ochraniany odcinek granicy, przejęła Graniczna Placówka Kontrolna SG w Kołbaskowie.

## Ochrona granicy

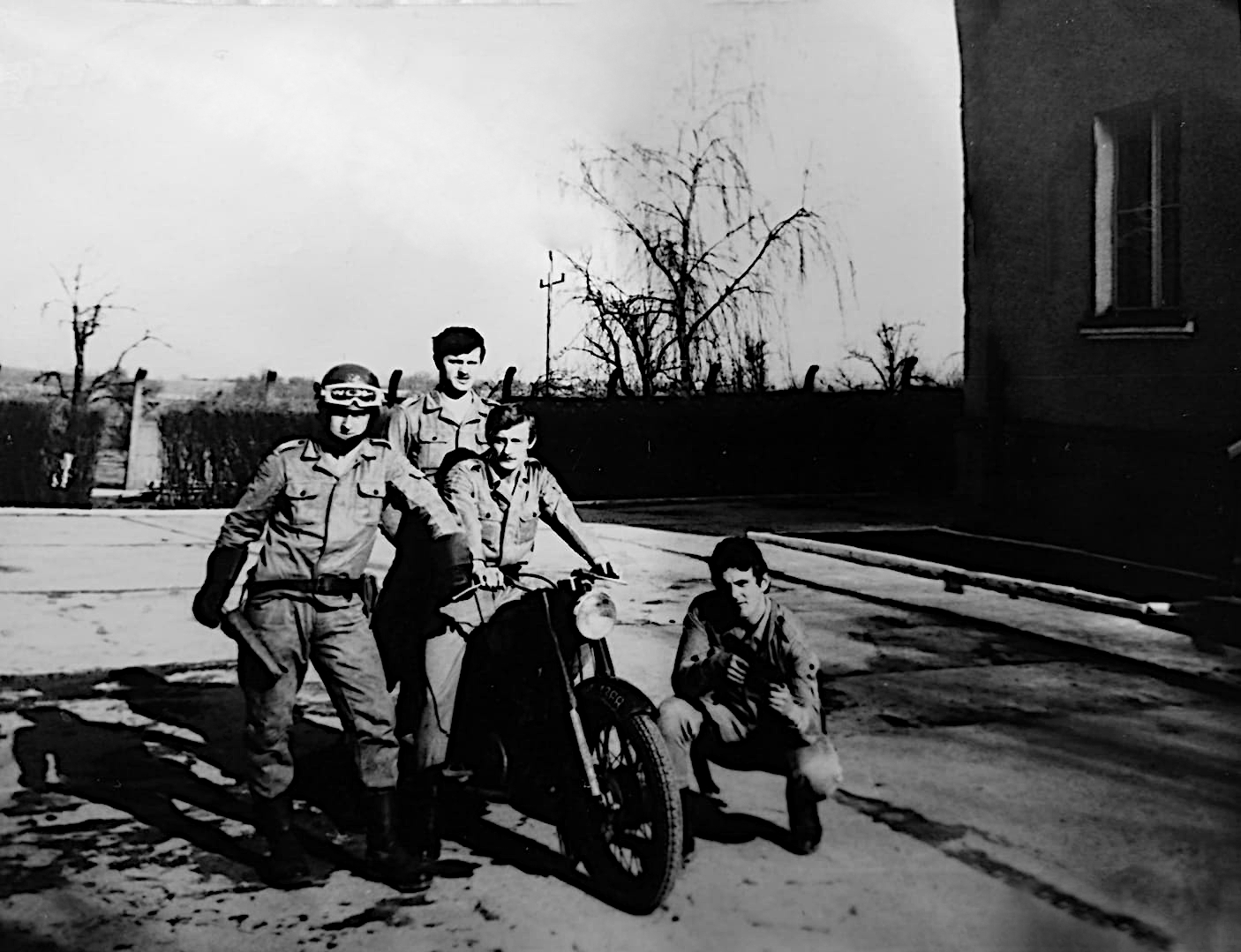
Żołnierze WOP z PM-63 RAK i motocykl WSK-125 (marzec 1983)

W 1960 17 strażnica WOP Broniszewo I kategorii ochraniała odcinek granicy państwowej od długościi 5700 m:
- Włącznie od znaku granicznego nr 773, wyłącznie do znaku gran. nr 786.

W 1963 została rozwiązana 16 strażnica WOP Bobolin kat. III. Odcinek rozformowanej strażnicy przejęły strażnice WOP: Barniszew i Dołuje. Styk między przyjmującymi strażnicami ustalono pomiędzy znakami granicznymi nr  788 i 789.
W 1968 zainstalowano i włączono do eksploatacji urządzenia na podczerwień typu US-2 na całym odcinku strażnicy Barnisław.
Straż Graniczna:
Kiedy nieuchronnie zbliżał się czas wejścia Polski do Unii Europejskiej, Pomorski Oddział SG przeszedł kolejne reorganizacje organów terenowych, będące swego rodzaju etapem procesu dostosowywania systemu ochrony granicy RP do standardów unijnych. W wyniku czego 15 października 2002 rozformowano i wyłączono z systemu ochrony granicy państwowej Strażnicę SG w Kamieńcu. Jej funkcje i obszar działania przejęła Strażnica SG w Barnisławiu.

## Strażnice sąsiednie
- 61 strażnica WOP Kamieniec ⇔ 63 strażnica WOP Dołuje – 1946
- 61 strażnica OP Kamieniec ⇔ 63 strażnica OP Dołuje – 1949
- 59 strażnica WOP Kamieniec ⇔ 61 strażnica WOP Dołuje – 15.03.1954
- 59b strażnica WOP Kołbaskowo ⇔ 60a strażnica WOP Bobolin – 1955
- 8 strażnica WOP Kołbaskowo kat. I ⇔ 10 strażnica WOP Bobolin kat. I – 1956
- 18 strażnica WOP Kołbaskowo kat. IV ⇔ 16 strażnica WOP Bobolin kat. III – 01.01.1960
- 11 strażnica WOP Kołbaskowo lądowa kat. III ⇔ 9 strażnica WOP Kościno lądowa kat. I im. kpt. Wasyla Wojczenki ps. „Sasza” – 01.01.1964
- 12 strażnica WOP Kamieniec techniczna ⇔ 10 strażnica WOP Kościno techniczna kat. II im. kpt. Wasyla Wojczenki ps. „Sasza” – 01.06.1968.

Straż Graniczna:
- Strażnica SG w Kamieńcu ⇔ Strażnica SG w Kościnie – 16.05.1991[16]
- Strażnica SG w Gryfinie ⇔ Strażnica SG w Kościnie – 15.10.2002[16].

## Komendanci/dowódcy strażnicy
- ppor. Zygmunt Zuchaj (był w 10.1946)[j]
- por. Bolesław Bonczar (03.03.1947–19.05.1949)
- ppor. Józef Tałaj (1952–1955)
- ppor. Longin Kaszyca (1955–1956)[20]
- ppor. Feliks Michalak (1956–1959)
- por. Jan Prokop (1959–co najmniej do 1965)
- Maciej Sawiczewski
- Grzegorz Żurawski
- st. chor. sztab. Andrzej Krzymiński[21]
- Włodzimierz Drużga.